# Pelelu Tepu
Pelelu Tepu ist ein Ort in Suriname im Distrikt Sipaliwini.

## Lage, Bewohner
Der Ort – auch kurz Tepu genannt – liegt am Tapanahony, hat circa 390 Einwohner und wird vor allem von Tiriyos's (auch: Trio), Wayana's und Akurio's bewohnt. Die Leitung des Dorfes liegt beim Stammesoberhaupt der Trio. In ihrer Sprache bedeutet Pelelu Tepu: Frosch auf dem Felsen.
Tepu liegt in einem Naturgebiet mit beeindruckenden Stromschnellen und ist von einer reichen Flora und Fauna umgeben.

## Geschichte
Tepu wurde Anfang der 1960er Jahre durch Missionare gegründet. Dies diente der Erleichterung ihrer Arbeit unter den in der Gegend als Nomaden lebenden Einheimischen und gab ihnen einen dauerhaften Wohnsitz.

## Energieversorgung
Seit Juli 2018 verfügt der Ort über eine Photovoltaikanlage mit 75 Sonnenkollektoren. Das Projekt wurde durch Amazon Conservation Team Suriname (ACT) in Partnerschaft mit Japan-Caribbean Climate Change Partnership ausgeführt und durch das Ministerium für Natuurlijke Hulpbronnen (dts.: Natürliche Ressourcen) unterstützt. Die Anlage besitzt eine Gesamtleistung von 20 kWh. Hierdurch werden die rund 88 Haushalte in Tepu mit Strom versorgt.

## Infrastruktur
Ganz in der Nähe des Ortes befindet sich ein kleiner Flugplatz, der einschließlich eines Gesundheitszentrums der Medische Zending von der Mission Aviation Fellowship unterhalten wird.
Das Dorf verfügt außerdem über eine Grundschule und für Besucher besteht die Möglichkeit eine Touristen Lodge zu mieten.